# Fannie Tremblay
Fannie Tremblay, de son vrai nom Stéphanie Massey, (née le 5 janvier 1885 et morte à Montréal le 18 janvier 1970) est une comédienne et humoriste québécoise ayant travaillé sur les scènes des théâtres ainsi qu'à la radio, à la télévision et au cinéma. Elle a fait aussi plusieurs enregistrements humoristiques.     

## Biographie
Stéphanie Massey adopte le nom de Fannie Brémont comme nom d'artiste et fait partie, dès 1898, de la troupe du comédien français Paul Cazeneuve au Théâtre national de Montréal. Elle joue à ce même lieu avec Juliette Béliveau.
Toujours en 1901, elle épouse le comédien Joseph-Robert Tremblay et on la connaîtra maintenant sous le nom de Fannie Tremblay ou Mme J.R. Tremblay. Tous deux font partie de plusieurs troupes de théâtre à Montréal et à Québec. 
À compter de juillet 1921, Fannie Tremblay est l'une des toutes premières artistes francophones à faire des disques pour la compagnie Compo, sur l'étiquette Starr gérée par Roméo Beaudry. Tout au long des années 1920, elle enregistre plus d'une trentaine de sketches humoristiques et quelques chansons en solo, duo ou trio, avec son mari et de Joseph Hervé Germain. Au milieu des années 1920, elle en grave une douzaine d'autres avec Elzéar Hamel et Conrad Gauthier pour l'étiquette H.M.V.
À partir des années 1930, elle joue plusieurs rôles dans quelques feuilletons radiophoniques. Elle sera l'une des vedettes des célèbres Fridolinades de Gratien Gélinas et joue dans les premiers longs métrages québécois, notamment dans Le Père Chopin (1945) de Fédor Ozep, Le Curé de village (1949) et le film Un homme et son péché. À la télévision, elle joue dans le téléroman 14, rue de Galais (SRC, 1954-1957). Cette comédienne sera active jusqu'en 1965. Elle décède à Montréal le 18 janvier 1970 à l'âge de 85 ans et est enterré au Cimetière Notre-Dame-des-Neiges, à Montréal.

## Cinéma et télévision
- 1945 : Fridolinons
- 1945 : Le Père Chopin
- 1949 : Le Curé de village (film) : Mlle Latendresse
- 1949 : Un homme et son péché (film) : Une femme
- 1952 : Le Rossignol et les cloches : ...Une dame patronnesse
- 1954- 1957 : 14, rue de Galais (Série TV) : ... Charlotte